# Welisciche
Welisciche – wieś w Gruzji, w regionie Kachetia, w gminie Gurdżaani. W 2014 roku liczyła 4508 mieszkańców.